# マブレット・バチロフ
マブレット・バチロフ（ロシア語: Мавлет Алавдинович Батиров、アヴァル語: Бати́ров ГІалаудинил Мавлет、ローマ字: Mavlet Alavdinovich Batirov、1983年12月12日 - ）は、ロシアのレスリング選手。2004年アテネオリンピックレスリングフリースタイル55kg級と2008年北京オリンピックの同60kg級と2大会連続で金メダルを獲得した選手である。ダゲスタン共和国ハサヴユルト出身。

## 実績
- オリンピック
  - 2004年アテネオリンピック　金メダル
  - 2008年北京オリンピック　金メダル
- 世界選手権
  - 2位　2001年
  - 3位　2006年
- ヨーロッパ選手権
  - 優勝　2002、2006年
  - 2位　2000年
  - 3位　2003年